# 988电台
988电台 （英語：988 FM）是马来西亚星报媒体集团旗下的一家华文广播电台，于1996年5月8日开播，以华语和粤语双语广播，其内容各占50%；讯号覆盖西马多数地区（瓜拉登嘉楼与哥打峇鲁两市除外），并延伸至邻近的新加坡。

## 历史
988的前身是丽的呼声无线广播私人有限公司旗下的电台，原名为RED 98.8（丽的98.8），开播于1996年5月8日，以华语、粤语、英语三语广播、1997年12月升级为全华语电台。2003年，丽的呼声无线广播私人有限公司被星报媒体集团收购。成为第一家以马来西亚报业为主的旗下华语电台。

## 收訊狀況
| 播音範圍                               | 頻率      | 備註 |
| -------------------------------------- | --------- | ---- |
| 吉隆坡、巴生谷、雲頂高原               | 98.8 MHz  |      |
| 吉打、玻璃市、浮羅交怡、吉蘭丹部份地區 | 96.1 MHz  |      |
| 檳城                                   | 94.5 MHz  |      |
| 太平、霹靂北部                         | 101.0 MHz |      |
| 怡保、霹靂中部、金馬倫高原             | 99.8 MHz  |      |
| 關丹、彭亨東部、登嘉樓南部 (甘馬挽)    | 90.4 MHz  |      |
| 森美蘭                                 | 93.3 MHz  |      |
| 馬六甲、柔佛北部                       | 98.2 MHz  |      |
| 柔佛南部、新加坡                       | 99.9 MHz  |      |

## 電台DJ[3]
- Chan Fong 陈峰
- Ee Kiat 陈毅杰
- Angeline 黄玉丽
- Chrystina 黄玮瑄
- Chloe 罗美云
- Jaydern 傅建豪
- Danny 温力铭
- Cassey 苏颖滢
- Jeff 陈浩然
- Cynthia 陈馨蕊
- Stephany 姚淑婷
- Jessy 林洁昕
- Yi Qian 甯逸谦
- PM Wang 王彪民
- Sean Lee 李子昭
- Xiu Lam 沈小岚
- Harnniann Toh 杜韩念
- Jason 潘小潘
- Jiao Xuan 黄娇萱
- Sabrina 黄家瑜

## 口号
- 友声有色 Sound Of Colours (2003 - 2008)
- 最好听 Best To Listen (2008 - 2013)
- 友声有色 Sound Of Colours (2013 - 2018)
- 全日Pick Up 爱哟哟 (Sept, 2018 - 2019)
- 坚持 • 敢言 | 坚持 • 好音乐 (2020 - 2022)
- 988 与你同行（25周年特殊口号）
- 988 坚持与你过好每一天（26周年）
- 988 继续陪伴（27周年）
- 988 友声相随（28周年）

## 988节目[4]

#### 周日节目

##### 星期一至星期五
早点UP ( 6:00 am - 10:00 am )
- Chan Fong 陈峰
- Angeline 黄玉丽
- Ee Kiat 陈毅杰

随十奉陪 ( 10:00 am - 12:30 pm )
- Chrystina 黄玮瑄

988广播剧 ( 12:30 pm - 1:00 pm )
988活力Go ( 1:00 pm - 4:00 pm )
- Jaydern 傅建豪
- Chloe 罗美云

988敢玩最Power ( 4:00 pm - 7:30 pm )
- Danny 温力铭
- Cassey 苏颖滢
- Jeff 陈浩然

988新闻线 ( 7:30 pm - 8:00 pm )
- Cynthia 陈馨蕊
- Stephany 姚淑婷
- Jessy 林洁昕

##### 星期一至星期四
《#1+1》 ( 8:00 pm - 10:00 pm )
- Yi Qian 甯逸谦

晚抱好时光 ( 10:00 pm - 11:59 pm )
- PM Wang 王彪民

##### 星期五
大城心事 ( 8:00 pm - 11:59 pm )
- Chan Fong 陈峰

#### 周末节目

##### 星期六
水滚茶靓星期六 ( 7:00 am - 10:00 am )
- Sean 李子昭
- Xiu Lam 沈小岚

人生下半场 ( 10:00 am - 11:00 am )
- Harnniann Toh 杜韩念

CYN手上路 ( 11:00 am - 1:00 pm )
- Cynthia 陈馨蕊

《988精彩声势排行榜》( 1:00 pm - 3:00 pm )
- Yi Qian 甯逸谦
- Chloe 罗美云

听听最溜 ( 3:00 pm - 5:00 pm )
- Stephany 姚淑婷

Happy Weekend，My Friend！( 7:00 pm - 9:00 pm )
- 潘小潘（Jason）

##### 星期日
那些年那些歌 ( 8:00 am - 10:00 am )
- Sean 李子昭

Family Day ( 10:00 am - 12:00 pm )
- Xiu Lam 沈小岚

粤听·粤好听 ( 12:00 pm - 1:00 pm )
EASY周末
- 黄娇萱（ 1:00 pm - 2:00 pm ）

Funday Sunday
- 黄家瑜（ 3:00 pm - 5:00 pm ）

来点Music Fun ( 2:00 pm - 3:00 pm / 5:00 pm - 6:00 pm)
Happy Weekend，My Friend！( 7:00 pm - 9:00 pm )
- 潘小潘（Jason）

晚抱好时光 ( 9:00 pm - 11:00 pm )
- PM Wang 王彪民

## 988 电台资讯

#### 电台新闻DJ
- Cynthia 陈馨蕊
- Stephany 姚淑婷
- Jessy 林洁昕

#### 星期一至星期五

##### 新闻时段
- 988 新闻最整点

播出时间 ：早上8点、早上9点、上午10点、上午11点、中午12点、下午1点、下午2点、下午3点、下午4点、下午5点、傍晚6点和晚上7点
- 988 体坛最热闹

播出时间 ：早上8点30分、上午10点30分、下午2点30分和下午5点30分
- 988 聚焦东盟

播出时间 ：早上9点、中午12点和下午4点
- 988 南洋经济

播出时间 ：上午10点、下午1点30分和傍晚6点
注：若当天是吉隆坡公共假日，《988南洋经济》将不会播出。若当天是雪兰莪州公共假日或特假，但吉隆坡不是公共假日，《988南洋经济》将会播出在傍晚6点，上午10点和下午1点30分不会播出。
- 988新闻线 （双主播播报新闻）

播出时间 ：晚上7点30分至晚上8点

##### 健康资讯
- 《988新闻最好康》

播出时间 ：早上7点30分、上午11点30分、下午4点30分和晚上8点30分

#### 星期一至星期五（其中一天若是假日）

##### 新闻时段
- 988 新闻最整点

播出时间 ：早上8点、早上9点、上午10点、下午5点、傍晚6点和晚上7点
- 988新闻线 （双主播播报新闻）

播出时间 ：晚上7点30分至晚上8点

##### 健康资讯
- 《988新闻最好康》

播出时间 ：早上7点30分、上午11点30分、下午4点30分和晚上8点30分
注：星期一至星期五的假日安排播出只在全国假日或特假和雪兰莪州假日或特假。

#### 星期六、星期日和假日（周末）
- 988 新闻最整点

播出时间 ：早上8点、早上9点、上午10点、下午5点、傍晚6点和晚上7点

## 已离职DJ和电台新闻主播
- 麥鳳玲（Sam 大寶）
- 高德順（Anson 阿晨）
- 林倩仪（小宝）
- 劉慧美（May子）
- 吳皓敏
- 黃盈盈
- 李欣怡（Cheryl）
- 陳慧恬（Orange）
- 林志遵（Kyan）
- 葉朝明（Jack）
- 陈家藝
- 陈夏苗
- 施继鹏（施宇）
- 林淑萍
- 马健敏（小马）
- 黃國翔（KK）
- 林麗葉
- 陸秉超（Luke）
- 林添民
- 黄秋月（Moon）
- 杨振兴（后兼任988节目总监）
- 罗江山
- 刘乐怡
- 文康
- 黄治棋
- 张晓婷
- 谭育怜
- 李玮健（阿健）
- 黄梓轩
- 翁書尉
- 黄楚茵
- 覃祖鸿
- 蔡文倩
- 叶芯静
- 李观发
- 蔡心怡
- 杜湘君
- 朱慧敏（Joycelyn）
- 戴奕康
- 郑振彬
- 李俐澌（Lizz）
- 林芷莹
- 赵正颖（Brandon）
- 李冠贤（Alsen）
- 雷光伟（Jamuel）
- 王思婷（Sharry）
- Chan Hong 李章鸿

## 新年歌专辑
988 电台往年皆有制作新年歌曲专辑，其中也有部分广东话及福建话歌曲。